# Regiunea Plevna
Plevna (în bulgară Плевен) este o regiune (oblastie) în nordul Bulgariei. Se învecinează cu regiunile Veliko Târnovo, Loveci și Vrața. Se află pe granița Bulgariei cu România. Capitala sa este orașul omonim.
1. 1 2  EKATTE, accesat în 10 iulie 2024
2. ↑  GeoNames, accesat în 9 iulie 2017